# جمال الدين عمر
الفريق أول ركن جمال الدين عمر محمد إبراهيم (1960 - 25 مارس 2020)، عسكري وسياسي سوداني، أول وزير دفاع في الحكومة الانتقالية بعد الإطاحة بالرئيس السابق عمر البشير، كما شغل منصب رئيس هيئة الاستخبارات العسكرية.

## تعليمه
ماجستير علوم عسكرية من كلية القيادة والأركان المشتركة السودانية، وحصل على زمالة كليتي الدفاع الوطني في السودان، وسوريا، ودبلوم الدراسات الدولية من جامعة نيروبي، ودبلوم العلوم العسكرية، بالإضافة لعدد من الدورات العسكرية والاستخباراتية.

## مناصبه ومهامه
عمل معلما بمعهد الشؤون الإدارية وبمعهد الاستخبارات العسكرية، كما تولى منصب رئيس شعبة الاستخبارات بعدد من المناطق العسكرية، وشغل مناصب: مدير مركز المعلومات بهيئة الاستخبارات العسكرية، ومدير إدارة الاستخبارات البرية، ومدير إدارة الاستخبارات العامة، ومدير الإدارة العامة للمعلومات، ومدير الإدارة العامة للعلاقات الدولية بوزارة الدفاع، والأمين العام لوزارة الدفاع.
شغل منصب رئيس هيئة الاستخبارات العسكرية في مارس 2017، وفي 15 أبريل 2019 رُقّي إلى رتبة فريق أول، ثم عين في 23 مايو 2019 عضوا بالمجلس العسكري الانتقالي ورئيسا للجنة الأمن والدفاع بالمجلس.
كلف بمهام: ملحق عسكري في كينيا، وممثل وزارة الدفاع في معظم اجتماعات المنظمة الإقليمية لقوة طوارئ شرق إفريقيا وقوات القدرة الإفريقية الجاهزة للتصدي للأزمات.

## أوسمة وأنواط
- نوط الواجب.
- نوط الخدمة الطويلة الممتازة.
- وسام الصمود.
- وسام الدفاع الذهبي.
- وسام النيلين الطبقة الأولي.[6]

## وفاته
توفي إثر إصابته بذبحة صدرية في جوبا عاصمة جنوب السودان، حيث كان يشارك في مفاوضات بين الحكومة والجماعات المسلحة.